# Tinodes adjaricus
Tinodes adjaricus är en nattsländeart som beskrevs av Andrej Martynov 1913. Tinodes adjaricus ingår i släktet Tinodes och familjen tunnelnattsländor. Inga underarter finns listade i Catalogue of Life.